# Ernestine de Gand
Pour les articles homonymes, voir Gand (homonymie).
Ernestine de Gand, née Marie-Ernestine de Gand-Vilain XIIII, est une noble religieuse cistercienne qui fut la 38e abbesse de l'abbaye de la Cambre.

## Héraldique
De la noble maison de la Famille Vilain XIIII
de sable au chef d'argent

## Histoire
« Après la Guerre de Trente Ans, la Cambre est épargnée par le passage des armées. Quatre abbesses, Marie-Ernestine de Gand-Vilain (1712-1718), Louise Dellano y Velasco (1718-1735), Benoîte Anthony (1718-1757) et Séraphine Snoy (1757-1794) mettent cette période à profit pour réaliser les transformations et les embellissements qui lui confèrent sa physionomie actuelle. »

## Galerie

Abbaye de la Cambre
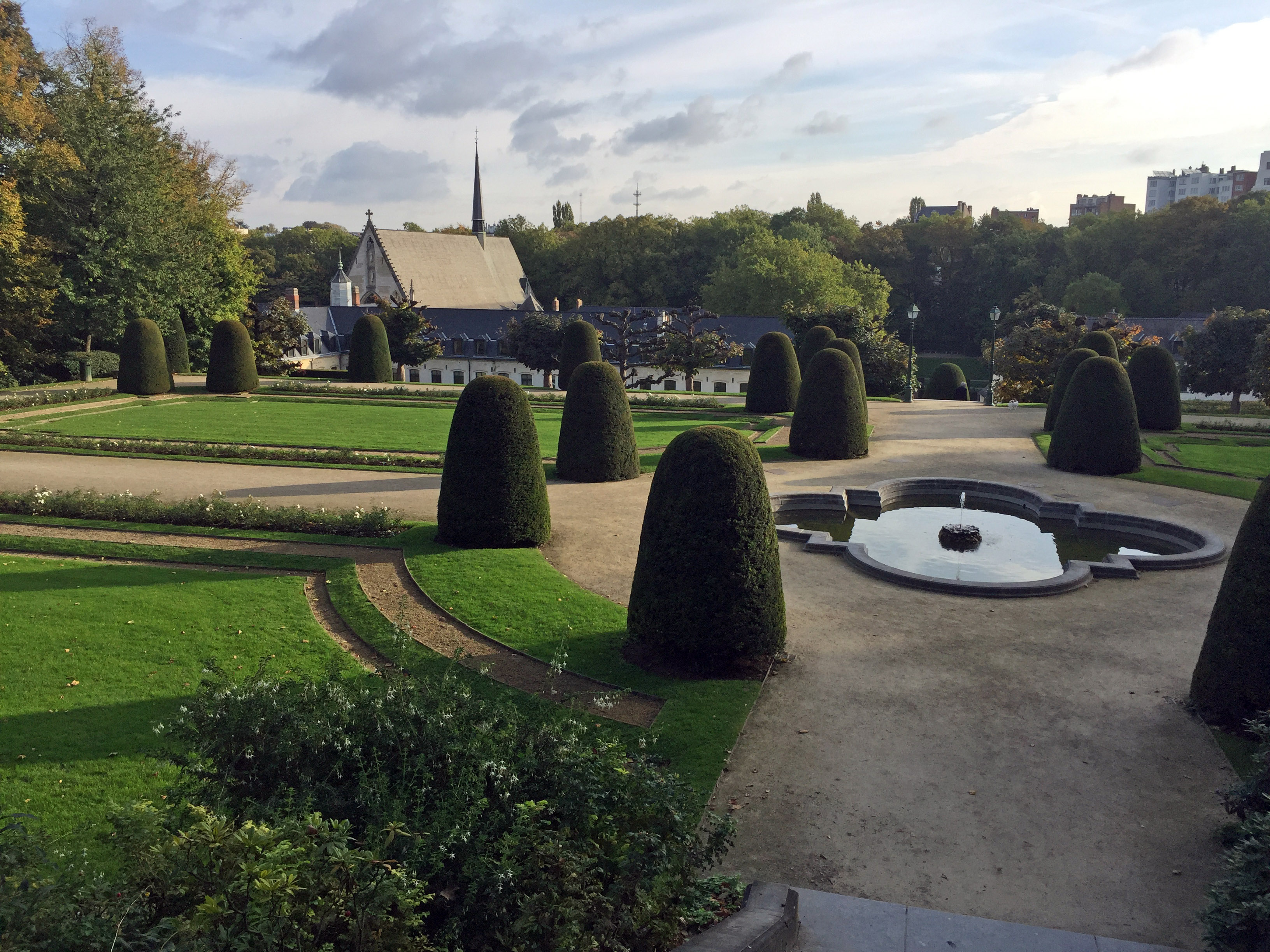
Vue actuelle des jardins étagés et de l'église